# Marcelino de Dalmacia
Marcelino de Dalmacia fue un general romano y magister militum del siglo V que falleció asesinado en Sicilia en agosto del año 468.

## Biografía

### Orígenes y carrera
No se tienen datos de su infancia y juventud. Las primeras noticias sobre su vida datan del año 454, cuando se rebela contra el emperador Valentiniano III, que había mandado asesinar a su amigo, el general Aecio. Posteriormente, se retiró a la provincia de Dalmacia, donde estableció un gobierno relativamente autónomo. 

### Muerte
En 468, el emperador Antemio le ofreció el mando de una parte de la expedición militar diseñada de forma conjunta por los imperios occidental y oriental para acabar con el reino vándalo de Genserico, en el norte de África. La expedición resultó un fracaso, pues Basilisco, que dirigía la flota principal, fue derrotado por los vándalos en la batalla de Cabo Bon. Mientras, Marcelino murió asesinado, probablemente por orden de su rival y enemigo, Ricimero. 
En el gobierno de Dalmacia, Marcelino fue sucedido por su sobrino Julio Nepote, que más tarde se convirtió en el penúltimo emperador del Imperio romano de Occidente y también moriría asesinado en 480.